# الصیدنه فی الطب
کتاب الصیدنه فی الطب (به فارسی: داروشناسی در پزشکی) آخرین اثر ابوریحان بیرونی است که به صورت تنها دست‌نویس اصلاح نشده به زبان عربی به ما رسیده‌است. این اثر گرانبها منبعی در داروشناسی سده‌های میانه خاورزمین است. در آن بیش از هزار دارو با منشأ گیاهی، حیوانی و معدنی و با اشاره به نام‌های آن‌ها به بسیاری از زبان‌ها و گویش‌ها توصیف شده‌است.

در صیدنه اثری از مدح و اهدا نامه معمول دیده نمی‌شود و از هدف‌های نوشتن آن نیز مستقیماً سخنی نرفته‌است.

## ویژگی‌های کتاب
این اثر بیرونی با کتاب‌های راهنمای معمولی در داروشناسی مانند مقاله دوم «قانون علم طب» ابن سینا تفاوت اساسی دارد. در آن به تعریف منبع دارویی توجه اساسی شده‌است، نه به اطلاعات دربارهٔ خواص و تأثیرات آن؛ به این معنی که منبع دارویی چگونه به نظر می‌رسد، نشانه‌های خلوص، مرغوبیت و نظایر آن‌ها کدام است؛ وانگهی بیرونی به نام منبع دارویی در زبان‌ها و گویش‌های گوناگون اهمیت زیادی می‌داد؛ زیرا در نوشته‌های پزشکی و دیگر علوم آن زمان، نام داروها به دیگر زبان‌ها آن‌چنان فراوان بود که همه پزشکان و داروشناسان اهمیت واقعی آن‌ها را نمی‌دانستند. این مسئله هنگامی که یک دارو در هرجایی یک نام داشت و برعکس یک نام را به چیزهای گوناگون داده بودند، باز هم پیچیده‌تر می‌شد که اغلب به سوء تفاهم‌های جدی می‌انجامید.
بیرونی با درک اهمیت زیاد این مسئله، حدود ۴۵۰۰ نام گیاه، حیوان، ماده معدنی و فراورده‌های آن‌ها را به زبان‌های عربی، یونانی، سریانی، هندی، فارسی، خوارزمی، سغدی، ترکی و جز این‌ها گرد آورده و توضیح داده‌است و بدین ترتیب گام جدیدی در راه تنظیم و ترتیب اصطلاحات دارویی زمان خود برداشته‌است. این نام‌ه ای مترادف برای پژوهشگران امروزی نیز اهمیت دارد و تعریف دقیق بسیاری از گیاهان دارویی و دیگر مواد را امکان‌پذیر می‌سازد. شایان توجه است که بیرونی در بسیاری از موارد به نام‌های محلی داروهایی اشاره می‌کند که در میان ساکنان نواحی و حتی شهرهای آسیای میانه، افغانستان، ایران و هندوستان رواج داشته‌است. بر پایه آن‌ها می‌توان از تنوع وسایل درمان تولید شده و کاربردی آن زمان در این سرزمین‌ها آگاه شد. افزون بر آن، بخشی از این نام‌ها برای متخصصان تاریخ و گویش‌شناسان زبان‌های ایرانی، هندی و جز این‌ها نیز جالب است.
بیرونی برای نوشتن صیدنه از آثار پرشماری که در طول حدود پانصد سال دانشمندان سرزمین‌های گوناگون شرق و غرب پدیدآورده بودند، استفاده کرده‌است. شمار مؤلفانی که در صیدنه از آن‌ها نام برده شده‌است به دویست و پنجاه می‌رسد که در میان آن‌ها طبیعی‌دانان، فیلسوفان، مورخان، جغرافیادانان، زبان‌شناسان، شاعران و جهانگردان در کنار پزشکان دیده می‌شوند. بسیاری از آن‌ها مشهور نیستند یا فقط به نام شهرت دارند و آثارشان به‌جا نمانده‌است. به همین جهت نقل‌هایی از چنین منابع و اطلاعاتی دربارهٔ مؤلفان آن‌ها از دیدگاه تاریخ علم و فرهنگ ملت‌های شرق در سده‌های میانه بسیار جالب است. اطلاعات بیرونی دربارهٔ نقاط جغرافیایی که این یا آن ماده خام دارویی از آنجا نشأت گرفته نیز ارزشمند است.

## مضمون کتاب
- صیدنه شامل داروشناسی و پیشگفتار مفصلی است. در آن هر ماده دارویی با عنوان جداگانه‌ای توصیف می‌شود. پیشگفتار به نوبه خود شامل مقدمه و پنج فصل است. بیرونی در مقدمه، تعریفی از اصطلاح «صیدنه» (داروشناسی) و «صیدنانی» (داروشناس، داروگر) به دست می‌دهد، از مسائل و وظایف این علم سخن می‌گوید و جای آن را بین رشته‌های پزشکی معین می‌کند.[۶]
- در فصل یکم پیشگفتار، این حکم پیش کشیده شده که حرف «چ» هندی، پارسی و ترکی بر اثر تعریب به «ص» تبدیل می‌شود و برای اثبات آن نیز یک سلسله مثال ذکر شده‌است. سپس گفته می‌شود که «صیدنانی» از تعریب «چندنانی» (تاجر چوب صندل) که به‌نوبه خود از چندن هندی (درخت صندل) گرفته شده، به وجود آمده‌است.[۷]
- در آغاز فصل دوم، داروها به ساده و مرکب تقسیم شده‌است. منشأ واژه «عقاقیر» (جمع عقّار) که در زبان عربی به‌عنوان اصطلاحی برای مشخص کردن مفردات ادویه (داروهای ساده) به کار می‌رود، توضیح داده شده‌است. سپس از واکنش بدن انسان در برابر مواد غذایی، داروها و زهرها گفته شده‌است. پس از آن، بیرونی اشاره می‌کند که در هند پزشکانی هستند که با زهر درمان می‌کنند و به عنوان مثال داستان جالبی را ذکر می‌کند. در پایان فصل گفته می‌شود که بین هندیان سخنان حکمت آمیزی در پزشکی همانند سخنان بقراط معمول است. متأسفانه بیرونی هیچ‌گونه اطلاع مشخصی در این‌باره نمی‌دهد و فصل را با «ذکر آنچه من در این خصوص نزد آنها دیده‌ام، ممکن است سخن را به درازا بکشاند»، به پایان می‌رساند.[۸]
- در فصل سوم، مسئله جانشین کردن برخی از مواد دارویی با دیگر مواد بررسی می‌شود و دربارهٔ نارسایی‌ها در دستورهای متقدمان و متأخران دربارهٔ بدل‌ها گفته می‌شود. این فصل ازآن رو شایان توجه است که اظهارات بیرونی در آن از دیدگاه تاریخ علم و فرهنگ به‌طور کلی جالب توجه است. بیرونی که از نقش ملت‌ها در پیشرفت علم سخن می‌گوید، به خصوص بر خدمات یونانیان باستان انگشت می‌گذارد. اما در میان ملت‌های خاور، فقط هندی‌ها را در علم جدی می‌داند و در همان حال به تشریح علت‌هایی می‌پردازد که از نزدیک شدن به هندی‌ها و مبادله فرهنگی با آن‌ها ممانعت می‌کند.[۹]
- بیرونی در فصل چهارم رابطه خویش را با زبان‌های عربی و فارسی بیان می‌کند. او که زبان مادری خویش را خوارزمی می‌نامد و خود را در هریک از زبان‌های عربی و فارسی تازه‌وارد می‌داند. لکن به عقیده وی، فقط زبان عربی برای مقاصد علمی مناسب است و زبان فارسی تنها «برای داستان‌های خسروانی و قصه‌های شب» به درد می‌خورد.[۱۰]
- از آخرین فصل، یعنی فصل پنجم پیشگفتار درمی یابیم، همان گونه که پیش از این گفته شد، که بیرونی در دوران جوانی به نام‌های یونانی گیاهان علاقه‌مند بوده‌است. او می‌نویسد که در آن سال‌ها یک یونانی در خوارزم زندگی می‌کرد و نام گیاهان را به یونانی از او می‌پرسید و یادداشت می‌کرد (احتمالاً به خط عربی). بیرونی در این مورد از نارسایی خط عربی سخن می‌گوید که نقل صحیح واژه‌های غیر عرب به کمک آن همیشه امکان‌پذیر نیست. نیز به لغزش‌های مترجم‌های عربی آثار مؤلفان یونانی و وضع بد دست‌نویس‌ها اشاره می‌کند. بیرونی در ضمن برخی از منابع را که در نوشتن صیدنه از آن‌ها استفاده کرده، نام می‌برد.[۱۱]
- بیرونی در همین فصل مخصوصاً قید می‌کند که در کتاب خود معمولاً به خواص داروها اشاره نخواهد کرد و در پایان، اصول ترتیب الفبایی نام مواد دارویی را در صیدنه خود توضیح می‌دهد. شرح مواد دارویی در عنوان‌ها تقریباً به این شیوه صورت می‌گیرد: نام ماده دارویی بررسی‌شده که در کتاب‌های پزشکی عربی معمول است، عنوان را تشکیل می‌دهد. سپس به نام یونانی، سریانی، فارسی، هندی و جز آن‌ها اشاره می‌شود و در پی آن غالباً نام عربی با استفاده از قطعه شعری توضیح داده می‌شود. پس از آن، منظره خارجی ماده با نقل از مؤلفان یونانی و شرقی توصیف می‌شود، به خوبی و بدی جنس و محل پیدایش آن اشاره می‌شود و در پایان از بدل‌های آن سخن می‌رود.[۱۲]

## وضعیت کتاب
- بوریچ در سال ۱۸۸۹، دست‌نویس ترجمه فارسی صیدنه را در شهر لکهنو پیدا کرد و اینک در موزه بریتانیا به رمز Or 5849[۱۳] نگهداری می‌شود. به نام مترجم در چند جا اشاره می‌شود: صفحه ۲ب- ابوبکر بن علی بن عثمان اسفر الکاسانی، اما او خود را بیشتر ابوبکر بن علی بن عثمان می‌نامد.[۱۴]
- این اثر به همت آقای دکتر عباس زریاب و بر اساس چندین نسخه خطی و نیز ترجمه فارسی کتاب الصیدنه تحقیق و تصحیح شده و منتشر شده‌است. دکتر عباس زریاب در مقدمه نسبتاً مفصلی که نگاشته‌است به بحث پیرامون صیدنه، نسخ آن و شیوه تصحیح آن پرداخته‌است. مصحح در انتهای این کتاب نیز فهرست نام گیاهان و جانوران، کانی‌ها (معدنیات)، کتاب‌ها، اشخاص، اماکن، اقوام، نام علمی گیاهان و جانوران و کانی‌ها و فهرست لغات یونانی تدوین و تنظیم کرده‌است.[۱۵]
- چاپ غیرانتقادی متن عربی (با ترجمه و توضیحات انگلیسی) به وسیله محمد سعید و رانا اِحسان الهی، کراچی ۱۹۷۳.[۱۶]
- مقدمة الصیدنة (همراه با ترجمه و توضیحات به آلمانی)، به وسیله م. مایرهوف، برلین ۱۹۳۲.
- ترجمه روسی بسیار دقیق عبیدالله ایسرائیلویچ کریموف، همراه با مقدمه مشروح و توضیحات بسیار ارزشمند (تاشکند ۱۹۷۳).
- ترجمه فارسی باقر مظفر زاده از ترجمه روسی کریموف، تهران، ۱۳۸۳ ه‍.ش
- چاپ نیمه انتقادی ترجمه ـ تحریر فارسی الصیدنة، نگارش کاسانی، به وسیله م. ستوده و ا. افشار، تهران ۱۳۷۰ ش.

## زبان‌های استفاده شده در صیدنه[۱۷]
| زبان‌های ایرانی | زبان‌های هندی | زبان‌های سامی | زبان‌های آفریقایی | گویش‌های منطقه ای زبان فارسی (تاجیکی) |
| -------------- | ------------ | ------------ | ---------------- | ------------------------------------ |
| زبان خوارزمی   | زبان هندی    | زبان عربی    | زبان زنگباری     | گویش بلخی                            |
| زبان سغدی      | زبان سندی    | گویش یمنی    | -                | گویش بستی                            |
| زبان دری       | -            | گویش ثقیفی   | -                | گویش بخارایی                         |
| زبان فارسی     | -            | زبان سریانی  | -                | گویش سمرقندی                         |
| زبان زابلی     | -            | گویش حیریایی | -                | گویش ترمذی                           |
| زبان سجستانی   | -            | زبان نبطی    | -                | زبان آذربایجان                       |
| زبان تخاری     | -            | زبان قبطی    | -                | زبان مردم بغشور                      |
| زبان کردی      | -            | زبان ترکی    | -                | زبان واشجرد                          |
| -              | -            | زبان یونانی  | -                | زبان مردم اسبیجاب                    |
| -              | -            | زبان لاتین   | -                | -                                    |
| -              | -            | زبان فرنگی   | -                | -                                    |